# TCL CSOT
TCL CSOT (полное название — TCL China Star Optoelectronics Technology Company Limited) — китайский производитель бытовых и коммерческих дисплеев, в том числе для телевизоров, мобильных телефонов, планшетов и ноутбуков. Основан в 2009 году, штаб-квартира расположена в городе Шэньчжэнь (Гуандун). По состоянию на 2022 год входил в десятку крупнейших производителей дисплеев в мире и занимал второе место в Китае, после BOE Technology Group.

## История
Компания основана в ноябре 2009 года, запустив завод LCD телевизоров в городе Шэньчжэнь. В октябре 2011 года компания приступила к серийному производству дисплеев, в октябре 2012 года производство превысило 100 тыс. единиц; в ноябре 2013 года стартовал второй этап расширения производственных мощностей. В апреле 2014 года была основана дочерняя компания Wuhan TCL CSOT Technology (производство LTPS AMOLED дисплеев шестого поколения).
В апреле 2015 года вторая фаза проекта TCL CSOT была запущена в серийное производство; в ноябре 2016 года стартовал проект по производству модулей в Индии. В 2017 году TCL Corporation увеличила свою долю в China Star Optoelectronics Technology (CSOT) до 85,7 %. В ноябре 2019 года TCL Huaxing Optoelectronic Technology была переименована в TCL CSOT Technology. В августе 2020 года TCL CSOT приобрела завод компании Samsung Display в Сучжоу.
В апреле 2021 года TCL CSOT инвестировала 35 млрд юаней в завод по производству дисплеев в Гуанчжоу (он начал массовое производство в апреле 2023 года).

## Деятельность
TCL CSOT производит большие и средние плоскопанельные дисплеи, сенсорные модули, интерактивные доски, видеостены, цифровые вывески и игровые мониторы, являясь одним из лидеров в области технологий MiniLED, MicroLED и OLED. Заводы компании расположены в городах Шэньчжэнь, Хойчжоу, Гуанчжоу, Сучжоу и Ухань (КНР), а также в городе Тирупати (Индия).

### Продукция
- Телевизионные дисплеи (в том числе 4K и 8K)[14]
- Дисплеи мобильных телефонов (в том числе TFT LCD и AMOLED)[15]
- Дисплеи планшетов[16]
- Дисплеи ноутбуков[17]
- Дисплеи игровых и коммерческих мониторов[18]
- Автомобильные дисплеи (в том числе дисплеи приборной панели, сенсорные дисплеи подлокотника и электронные зеркала заднего вида)[19]
- Дисплеи умных часов и фитнес-браслетов (в том числе гибкие AMOLED и OLED дисплеи)[20]
- Видеостены[21]
- Интерактивные доски (в том числе 4K и 5K)[22]
- Дисплеи цифровых вывесок (в том числе сенсорные и гибкие)[23]

TCL CSOT производит дисплеи как для материнской группы TCL Corporation, так и для сторонних клиентов, среди которых крупнейшими являются Lenovo, BYD Electronic, Mercedes-Benz и Continental.

### Структура
В состав TCL CSOT входят следующие дочерние компании:
- Shenzhen China Star Optoelectronics Semiconductor Display Technology (Шэньчжэнь)
- Huizhou China Star Optoelectronics Display (Хойчжоу)
- Guangzhou China Star Optoelectronics Semiconductor Display Technology (Гуанчжоу)
- Suzhou China Star Optoelectronics Technology (Сучжоу)
- Suzhou China Star Optoelectronics Display (Сучжоу)
- Wuhan China Display Optoelectronics Technology (Ухань)
- Wuhan China Star Optoelectronics Semiconductor Display Technology (Ухань)
- Panel Optodisplay Technology (Тирупати)
- CSOT North America (Сан-Хосе)